# The Immortal (jeu vidéo)
Pour les articles homonymes, voir The Immortal.
The Immortal est un jeu vidéo d'action-aventure et de rôle conçu par Will Harvey, développé par Sandcastle et publié par Electronic Arts en 1990. Le jeu est sorti sur Apple IIGS, Amiga, Atari ST, DOS, Mega Drive et NES. Il se déroule dans un univers médiéval-fantastique dans lequel le joueur incarne un magicien.

## Scénario
Le jeu commence avec le joueur aux commandes d'un magicien. Dans la première salle, le joueur a la possibilité de voir l'image du mentor du personnage, un autre sorcier nommé Mordamir. Il appelle au secours du plus profond ci-dessous dans le labyrinthe , bien qu'il tente de communiquer avec un autre homme nommé Dunric. Les deux principaux types de créatures présentes dans le donjon sont les gobelins et les trolls, qui sont en guerre. C'est un élément de l'intrigue mineure dans le jeu. En fonction des actions du joueur dans les premières étapes du jeu, il est également possible pour le personnage principal de former une alliance avec l'une des deux tribus. La majorité de l'histoire se révèle à travers des séquences de rêve déclenchées lorsque le personnage principal repose sur des lits de paille disséminés dans le labyrinthe.Il est finalement révélé que Mordamir se bat contre un dragon à la fontaine de jouvence. L’intrigue du jeu subit une torsion lorsque le personnage principal trouve Dunric qui a été piégé par Mordamir. En fin de compte, le personnage principal est forcé de prendre une décision sur la personne à aider, le Dragon ou Mordamir.

## Accueil
| The Immortal           |    |       |
| ACE                    | US | 91 %  |
| CU Amiga               | US | 91 %  |
| Computer + Video Games | US | 93 %  |
| Dragon Magazine        | US | 4/5   |
| Gen4                   | FR | 95 %  |
| Joystick               | FR | 87 %  |
| Tilt                   | FR | 19/20 |
| The One                | US | 90 %  |